# Sepiolida
Sepiolida é uma ordem de cefalópodes de dez tentáculos, cujos integrantes recebem o nome de choco-anão ou sepiola  (em inglês, bobtail squid, e em francês, seiche, ou ainda casseron ou chipiron).
 

São bastante próximos das sépias.